# Süleyman II
Süleyman II, född 15 april 1642 i Konstantinopel, död 23 juni 1691 i Edirne, var sultan av Osmanska riket från 1687 till sin död. Han var yngre bror till Mehmed IV och tillbringade som potentiell tronpretendent en stor del av sitt liv instängd i Topkapipalatsets harem, i den så kallade kafesen ("buren").

## Biografi
Süleyman II föddes 1642. Hans far var sultan Ibrahim och hans mor var Saliha Dilâşub Sultan. Hans omskärelseceremoni hölls tillsammans med hans bror Mehmet IV, som nyligen hade bestigit tronen 21 oktober 1649. Under de första åren av Mehmeds IV:s styre, under influenskampen mellan den stora valide Kösem Sultan och den lilla valide Hatice Turhan Sultan, blev han och hans bröder inlåsta i palatsets speciella avdelning som kallas "Simshirlik" och hölls under striktare kontroll. Han togs ofta med på Mehmet IV:s krigståg och fester och flyttades ibland till Edirne-palatset. På grund av missnöje som uppstod efter de stora territoriella förlusterna som lidits efter Slaget vid Wien 1683 och den efterföljande förlusten, bestämdes det av armén, Ulama och statliga ledare att han skulle efterträda Mehmed IV på tronen. Enligt källorna sägs han ha uttalat orden "Om det är vår tid att försvinna, låt mig be två rekommenderade böner. Att dö en dag tidigare är bättre än att dö varje dag i fyrtio år" eftersom han trodde att han skulle dödas efter att ha varit instängd i Simshirlik i nästan fyrtio år. Han ville inte lämna sin plats. Till slut övertalades han med hjälp av sin bror Ahmed II. Han placerades först på tronen vid poolen och sedan på sultanatets tron framför Babussaade på eftermiddagen "enligt osmanska regler." 
Süleyman II beskrivs som en välmenande och generös sultan, som inte fick en bra utbildning på grund av sin långa fängelsevistelse och han hade en känslig natur. Han påverkades ofta av makthavarna vid hovet, och till och med efter Köprülüzade Mustafa Pashas varning, gjorde han en tidigare oöverträffad utnämning av Kethüdâ Kvinna som ledare för haremet efter sin mors död. Han beskrivs också som en storvuxen man med en rund ansiktsform och en stor näsa, precis som sina förfäder. Slottet Sancakburnu, vars torn kollapsade under jordbävningen i Izmir den 11 juli 1688, reparerades med pengar som samlats in från området under Süleyman II. Moskén Eyüp Sultan, som skadades i en brand den 7-8 juni 1690, reparerades snabbt. En annan viktig händelse under tiden var att nyckeln till Kıyâme (Kamâme) kyrka i Jerusalem, som hade varit i händerna på ortodoxa sedan Selim I:s tid, gavs till katoliker (fransmän) på grund av Rysslands rörelser mot Osmanska riket på begäran av Ludvig XIV av Frankrike.
Då hans bror blev tvingad bort från makten år 1687 var det endast efter övertalning från regeringens sida som Süleyman kunde förmås lämna sitt fängelse och låta kröna sig till sultan. En av hans första åtgärder var att spärra in sin halvbror Mehmet IV och dennes söner.
Han var i stort oduglig som politiker, men fattade det kloka beslutet att utnämna den kompetente Ahmed Fazil Köprülü till storvesir. Denne lyckades bromsa Österrikes erövring av Balkan och även kväsa ett uppror i Bulgarien, vilket gjorde Süleymans korta regeringsperiod någorlunda framgångsrik.
Köprülü dog i slaget vid Szlankamen år 1690 och Süleyman dog ett år senare, den 23 juni 1691, i Edirne.